# Oneirodes pterurus
Oneirodes pterurus es una especie de pez del género Oneirodes, familia Oneirodidae, orden Lophiiformes. Fue descrita científicamente por Pietsch & Seigel en 1980.
Especie inofensiva para el ser humano. Puede alcanzar los 1400 metros de profundidad.

## Descripción
Su longitud estándar es de 3,0 centímetros.

## Distribución
Se distribuye por el Indo-Pacífico occidental.